# Октавиан Август
Октавиан Август (на латински: IMPERATOR•CAESAR•DIVI•FILIVS•AVGVSTVS) е първият римски император. Управлява Римската империя 41 години – от 27 пр.н.е. до своята смърт през 14 г.
Роден като Гай Октавий, той е осиновен от своя правуйчо Юлий Цезар и поради това по-късно наречен е Гай Юлий Цезар Октавиан (на латински: GAIVS•IVLIVS•CAESAR•OCTAVIANVS). През 43 пр.н.е., заедно с Марк Антоний и Марк Емилий Лепид, образува политически съюз, известен като Втори триумвират. Октавиан управлява Рим и много от провинциите като автократ, получавайки консулска власт след смъртта на консулите Хирций и Панса.
Триумвиратът просъществува десет години, но се разпада вследствие на взаимното недоверие, завистта и личните амбиции на триумвирите. Марк Антоний се самоубива, след като понася решително поражение от флотата на Октавиан в битката при Акциум през 31 пр.н.е.
Октавиан привидно възстановява Римската република и формално връща властта на римския Сенат, но на практика запазва своята автократична позиция. Постепенно изработва точната рамка, в която републиката да бъде водена от едноличен владетел – резултатът от нея е Римската империя.
С управлението на Август започва период на относителен мир, известен като Pax Romana, след който, след продължителните погранични и граждански войни, в Средиземноморския свят за повече от два века се установява мир. Август разширява империума, осигурява границите му чрез подчинени територии и се помирява с Партското царство по пътя на дипломацията. Той реформира римската система от данъци, използвайки добре развитата пътна мрежа на империята основава официална куриерска система, установява редовна войска (и малка военна флота), създава преторианска гвардия, официална полиция и сили за борба с пожарите в Рим. Голяма част от града е възстановен при Август. Той съставя списък със своите постижения, известен като „Деянията на Божествения Август“ (Res Gestae Divi Augusti), който оцелява до наши дни.
Принципатът на Август остава в историята на Рим като Златен век и епоха на велики военни, социални и културни постижения. Късните години от живота му обаче биват помрачени както от поредица семейни трагедии, така и от катастрофалното поражение на легионите срещу германските племена в битката при Тевтобург (9 г.) – една от главните причини за прекратяване на експанзивната политика на Рим в Северна Европа. След смъртта си през 14 г., Август е обявен за бог от Сената и почитан от страна на римляните. Неговите имена Август и Цезар са приети от всеки следващ император. В негова чест е преименуван месец Секстилий в месец Август. Наследен е от своя доведен и осиновен син Тиберий.

## Произход и ранни години
Октавиан произхожда от старото заможно семейство на Октавиите, което се числи към съсловието на конниците, заселено в град Велитра. Самият Октавиан Август казва, че баща му Гай Октавий е първият от семейството, който става сенатор.
През 70 пр.н.е. баща му е избран за квестор. След това вероятно е бил едил. През 61 пр.н.е. вече е претор. През 60 пр.н.е. достига длъжността пропретор и става наместник в провинция Македония. Преди да напусне Македония Сенатът го изпраща да въдвори ред в Турии, където имало остатъци от робски отряди, участвали във въстанията на Спартак и заговора на Катилина. Може би неговата победа при Турии е поводът неговият син да носи когномена Турин. Гай Октавий умира след като се връща от назначението си в Македония. Оставя 3 сирачета – Октавия, от първия си брак с Анхария, и по-малките Октавия и Гай Октавий от втория си брак с Ация. Ация е племенница на Юлий Цезар (дъщеря на сестра му).
Тъй като бащата на Октавиан е плебей, самият Октавиан също принадлежи към това съсловие независимо от факта, че майка му е патрицианка. Октавиан получава статут на патриций чак след като е осиновен от Юлий Цезар през 44 пр.н.е.
След смъртта на родния му баща, майката на Октавиан се жени повторно за Луций Марий Филип. Той се грижи за момчето и за възпитанието му. По заръка на родителите си, след като почва гражданската война между Юлий Цезар и Помпей Велики, Октавиан е отпратен от Рим. Те се страхуват, че враговете на Цезар могат да го убият като роднина на Цезар. Когато Цезар завладява Италия, Октавиан се връща в Рим.
На 15-годишна възраст Октавиан е избран за понтифекс на мястото на загиналия в битката при Фарсал Луций Домиций Ахенобарб. Според Николай от Дамаск, Октавиан иска да участва с Цезар в кампанията му в Африка, но се отказва след протестите на майка си.
Същата година – 46 пр.н.е. участва в триумфа на Цезар по повод победите му в Галия, Египет, Азия и Африка. След това Цезар му възлага да организира т.нар. Гръцки зрелища.
През 45 пр.н.е. Октавиан, заедно с Марк Агрипа, се присъединяват към силите на Цезар в Испания, където той възнамерява да се бие със Секст Помпей. Октавиан се разболява, но въпреки това участва в битката при Мунда. Когато Цезар се връща в Рим, той дава на весталките ново завещание, в което посочва Октавиан за свой наследник.

## Издигане до властта

### Наследник на Цезар
Цезар изпраща Октавиан в Гърция да учи риторика и да стои при македонските легиони. Три месеца след това, там в Аполония, той получава писмо от майка си, с което тя го уведомява за убийството на Цезар (44 пр.н.е.), съветвайки го да не се появява в Рим. Въпреки това Октавиан тръгва за Рим. По пътя събира сведения за събитията, които стават в столицата. Така научава, че Сенатът не поддържа убийците на Цезар, отказвайки да го обяви за тиранин. По пътя разбира и че в завещанието си Цезар го осиновява, оставяйки му голяма част от своето наследство. Октавиан решава да приеме наследството. Отива в Рим и обявява, че ще направи всичко възможно, за да изпълни посмъртната воля на Цезар и да отмъсти на убийците му.
В Рим междувременно най-силни са позициите на Марк Антоний и Емилий Лепид, които настояват за амнистия на убийците на Цезар. Според Марк Антоний ако се обяви, че Цезар е тиранин и е управлявал със сила и терор, то всички негови разпоредби ще загубят законната си сила. Сенатът гласува компромисно решение – реформите на Цезар ще бъдат запазени, а убийците му няма да бъдат обявени за престъпници.

### Първи конфликт с Антоний
Като консул Марк Антоний е получил значителни облаги. Освен това той е взел пари от дома на покойния Цезар. Разбира се Марк Антоний не иска да върне нищо. Държавната хазна е празна. За да може да изплати на народа завещаните от Цезар суми, Октавиан обявява за продан всичко, което е получил в наследство. Започва следствие за липсващите в държавната съкровищница пари, но след дълго и мудно разследване, няма открити виновници. Появяват се и много претенции от частни лица, които искат да им се възстановят заграбени от Цезар имоти. За да избегне загубите, Октавиан е принуден да ускори продажбата на имотите, поради което ги продава на ниски цени. Щом вземе пари, веднага ги дава на чиновниците, които да ги раздадат на жителите. Когато се оказва, че и това, което прави не е достатъчно, Октавиан започва да продава собствените си имоти, а след тях и родовите имоти на майка си Атия и втория ѝ съпруг Филип.
Въпреки че му липсват средства, Октавиан организира игри в чест на баща си, с цел да спечели народа на своя страна. По време на игрите в продължение на 7 дни се появява огнена комета, което народът на Рим приема за знамение.
На 19-годишна възраст Октавиан е приет в Сената и получава пълномощията на пропретор. В Сената Антоний има множество врагове, а техният водач Цицерон държи пламенни речи срещу него затова Октавиан го счита за ценен съюзник. Когато през ноември 44 пр.н.е. Марк Антоний напуска Рим в посока Северна Италия, за да поеме командването на войските, Цицерон праща Октавиан след него, за да му обяви война.
Марк Антоний обсажда бунтовника Децим Брут в Мутина (дн. Модена). Децим Брут, който е един от убийците на Цезар, но не е идентичен с другия по-известен заговорник Брут, е наместник в Цизалпийска Галия, обявил се срещу Антоний. През 43 пр.н.е. републиканската армия, водена от двамата консули Хирций и Панса заедно с Гай Октавиан като пропретор, се отправя в помощ на Децим Брут. В сражението при Мутина двамата консули загиват, а победеният Антоний е принуден да отстъпи към Галия. Армията оглавява 20-годишният Октавиан, благодарение на неговата популярност сред войниците, дължаща се на факта, че е наследник на Цезар.
Скоро обаче става ясно, че Цицерон не е в състояние да контролира Октавиан, който с поверените му войски тръгва към Рим и изисква от Сената да бъде назначен за консул без да има необходимата възраст за това. Сенатът отхвърля молбата му. Научавайки за това, армията на Октавиан (8 легиона) се насочва към Рим. Сенатът изпраща делегация, а докато се водят преговорите 2 легиона се връщат в Рим от Африка за да бранят града. Сенатът придобива увереност и решава да се опълчи на Октавиан. Октавиан обаче влиза в града, след като войските, които трябва да бранят града преминават на негова страна. За да не бъде заподозрян в оказване на натиск, по време на изборите, Октавиан напуска град Рим. Избран е за консул единодушно.

### Втори триумвират
През есента на 43 г. Антоний се съюзява с Лепид и се връща в Цизалпийска Галия начело на 17 легиона и 10 хил. конници. Октавиан може да му противопостави 11 легиона, но те нямат намерение да водят битка. Голямата армия на Касий и Брут, намираща се в Гърция и Мала Азия, принуждава тримата военачалници да сключат споразумение помежду си.
На 27 ноември 43 пр.н.е., обкръжен от войските на Октавиан, Сенатът приема закон, с който утвърждава властта на тримата военачалници – Марк Антоний, Емилий Лепид и Гай Цезар Октавиан, като „триумвири за уреждане на републиката“ (triumviri rei publicae constituendae). Това е т.нар. Втори триумвират. Всеки един от тях получава за 5 години власт, равна на консулската. Договарят се Антоний да получи цяла Галия, без областта, наречена Стара Галия, Лепид получава т.нар. Стара Галия и Испания, а Октавиан – Африка, Сардиния, Сицилия с прилежащите острови, и се решава Антоний и Октавиан да водят война с Касий и Брут.
Освен това триумвиратът въвежда и проскрипции – политическа чистка, чиято жертва стават 300 сенатори и 2000 конници. Сред убитите е и Цицерон, включен в списъка по настояване на Антоний, въпреки първоначалното нежелание на Октавиан, който иначе проявява хладна безпощадност при екзекуциите на други лица.
През 43 или 41 пр.н.е. Октавиан се жени за Клодия Пулхерия, доведена дъщеря на Марк Антоний от третия му брак с патрицианката Фулвия. Въпреки че има за цел да скрепи политическите отношения между Антоний и Октавиан, бракът не след дълго е разтрогнат от самия Октавиан.
През октомври 42 пр.н.е., в битката при Филипи в Македония, армията на Втория триумвират побеждава армията на убийците на Цезар – Брут и Касий. Заслугата за победата може бъде приписана най-вече на Антоний, който умело ръководи 19-те легиона на цезарианците срещу 17-те на т.нар. „освободители“, докато Октавиан вероятно остава в лагера си. Октавиан изпраща главата на Брут в Рим. Той самият се отправя към Италия, а Антоний тръгва към Азия, където има среща с Клеопатра.
Завръщайки се в Рим, Октавиан е изправен пред проблеми при осигуряването на земя за своите ветерани, заради което влиза в конфликт с жената на Антоний – Фулвия и брат му Луций Антоний. Повод за неразбирателствата става и разводът на Октавиан с първата му съпруга Клодия Пулхерия, която е дъщеря на Фулвия, и последвалият втори брак със Скрибония, от изтъкната сенаторска фамилия. Споровете ескалират в т.нар. Перузинска война (41/40 пр.н.е.), която се води в Централна Италия. Въпреки нея Триумвиратът не е разрушен. За да затвърдят съюза си, Октавиан дава за жена на Марк Антоний своята сестра Октавия.
В Бриндизи Октавиан и Марк Антоний сключват съглашение. Октавиан дава половината от армията си на Марк Антоний, за да победи партите. През 39 пр.н.е. се сключва т.нар. Мизенски договор със Секст Помпей, за да не спира със своята пиратска флота доставките на зърно за Рим.
Чрез обожествяването на Цезар през 38 пр.н.е. позициите на Октавиан се засилват, сега сам се нарича Цезар и Divi Filius (син на Божествения). Правомощията на Втория триумвират се удължават с още 5 години по силата на Тарентския договор, сключен през 38 пр.н.е. Съгласно същия договор се разваля сключеното споразумение от Мизен и Секст Помпей е обявен за враг на народа. Популярност му носят също така успехи срещу пиратството. Военачалникът му Марк Агрипа разбива пиратската флотилия на Секст, първо при Миле, а след това окончателно при Наулох през 36 пр.н.е..
След бягството на Секст Помпей, Октавиан успява да се възползва от зле премислен политически ход на Лепид и успява да го отстрани от политиката. По призив на Октавиан, Лепид идва на помощ от Африка и разчитайки на своите 20 легиона, решава да завземе Сицилия. Октавиан го обвинява в превишаване на пълномощия и в организиране на бунт. С подкрепата, която получава от страна на войниците, до битка не се стига, защото те преминават на страната на Октавиан. След унижението, на което се подлага Лепид молейки за милост, Октавиан пощадява живота му, но го изпраща в Цирцея до края на дните му. Оставя му единствено длъжността на Pontifex Maximus (Понтифекс максимус), която има до смъртта си през 13 пр.н.е..

## Война с Антоний
Така Марк Антоний и Октавиан управляват сами. Докато Октавиан се откроява на запад с военни успехи и слава, Антоний се държи по съвсем друг начин. Живее открито с Клеопатра и управлява като елинистичен владетел, което не му носи симпатии в Рим, където не се гледа с добро око на източния деспотизъм.
Октавиан добавя към името си титлата император, за да подчертае властта си като пълководец. Между 35 и 33 пр.н.е. води войни срещу племена в Далмация и Илирия и така за пръв път северната граница на Италия е защитена от вражески набези.
В края на 33 пр.н.е. официално изтича срока на триумвирата и докато Антоний е сравнително осигурен, тъй като реално управлява Египет заедно с Клеопатра, то властта на Октавиан се крепи само на авторитета му и подкрепата на войниците.
Съюзът на Гай Октавий и Марк Антоний никога не е надежден, въпреки че е скрепян с различни съглашения (през 40 г. в Бриндизи и 37 г. в Тарент срещу Секст Помпей). Поддръжници на Антоний остро критикуват Октавиан в Сената, предлагайки да се приеме постановление срещу него и твърдейки, че Антоний е готов да се откаже от всички правомощия и да се възстанови републиканското управление. Няколко дни след това Октавиан влиза в решителна словесна атака срещу Антоний. Обявява, че е готов да се възстанови стария строй, само ако самия Антоний се върне и съдейства за това. Казва и че няма да пречи на никого да отиде на Изток. Това е сигнал за несъгласните, който те разбират правилно и около 300 сенатори напускат веднага Рим. С този хитър ход Октавиан си осигурява реално 100% подкрепа на присъстващите сенатори. Антоний реагира веднага, ръкавицата е хвърлена – сестрата на Октавиан, Октавия, получава писмо, че той се развежда с нея.
През 32 пр.н.е. Октавиан успява окончателно да компрометира Антоний. Осигурява си по незаконен начин завещанието на Антоний и го прави достъпно за обществеността. В него той обявява за наследници децата си от Клеопатра и признава Цезарион за дете на Цезар. Освен това след смъртта му тялото трябва да се погребе в Египет. Официално това е краят на триумвирата.
Сенатът застава на страната на Октавиан и го подкрепя във военните му приготовления. За да може поне формално да се избегне гражданската война, Октавиан обявява война на Клеопатра, а не на Антоний. Населението на двете части на империята е принудено да положи клетва към съответния владетел. Антоний поддържа Клеопатра с всички сили. Флотилията и сухопътните му войски затварят пътя на врага през Гърция към Египет. Но Октавиан има силен коз в лицето на способния си военачалник Агрипа.

### Битката при Акциум
Стълкновението, което решава войната, се състои на 2 септември 31 пр.н.е. в залива на Амбракия на западния бряг на Гърция и е известно в историята като битката при Акциум. Корабите на Октавиан обкръжават вражеската флотилия. Антоний успява да пробие обръча, но заедно с него се спасяват само няколко кораба. Останалите кораби и войските по суша се предават без бой. С една четвърт от флотилията Антоний и Клеопатра бягат в Египет.
Октавиан подновява борбата и води войските си целеустремено в посока Египет. След като той превзема Александрия, Антоний се самоубива. Клеопатра го следва дни по-късно. Синът на Юлий Цезар и Клеопатра – Цезарион е убит от хората на Октавиан, за да се изключи възможността от претенции към трона. По-големият син на Марк Антоний от Фулвия също е убит. Останалите деца на Антоний и Клеопатра са оставени живи от Октавиан и впоследствие той се грижи за тях като за близки роднини.
Така Египет губи окончателно независимостта си и става римска колония. Имуществото на Клеопатра позволява на Август да изплати закъснелите заплати на войниците си и да създаде колонии от ветерани в цялата империя.
Тези мерки му позволяват да намали числото на легионите от 60 на 28 с обща численост от 150 000 легионера, повечето от италийски произход. Повечето от легионите са разположени в провинциите, понеже за Октавиан присъствието на легиони в Италия е скъпо, а и представлява постоянна заплаха за вътрешния мир.

## Нов ред
Така Октавиан е неоспоримият владетел в Рим, но конституционният му статус е несигурен – Рим е все още република. Доброволно ограничаване или връщане на властта като при Луций Корнелий Сула е изключено.
Убийството на Юлий Цезар го прави от друга страна предпазлив. Времето на гражданските войни трябва да приключи веднъж завинаги, затова са нужни компромиси между него и Сената. Собствените думи на Август, написани по-късно в неговия „Политически отчет“ (Res Gestae), най-точно предават проблемите, произтичащи от положението му: По личното си влияние аз надминах всички, но по служебна власт не притежавах нищо повече от останалите, които бяха мои колеги при всяка магистратура.
Императорството никога не е пост както диктаторската власт, която имат Цезар и Сула. По закон Август притежава редица правомощия, дадени му от Сената, включително постът трибун на плебеите, консул и цензор. Реалната му власт се основава на финансовите ресурси, доход от завоюваните територии, а от там и на лоялността на много войници и ветерани, които получават заплатите и пенсиите си от неговата хазна. Контролът на Август над римските легиони е създавал възможна заплаха за Сената и това му позволява да влияе на Сенатските решения. Със своята способност да елиминира сенатската опозиция чрез натиск, той успява да накара Сената да се покорява на неговата върховна лидерска власт и в резултат изгражда покровителствени отношения вътре в Империята и получава много почести, оказани от Сената и народа.

### Начало на принципата
През 28 пр.н.е. Октавиан се завръща в Рим и отбелязва с разкошен триумф победата си над Марк Антоний. Гражданската война е завършила. Вратите на храма на бог Янус били затворени, а този символичен акт в Рим означавало, че е настъпил мир над цялата територия. След като излиза победител във войната, на Октавиан му остава да подготви почвата за властта си в Рим. Като се възползва от правата си на цензор, той отстранява привържениците на Марк Антоний в Сената След това, преценявайки добре положението, Октавиан заявява, че възнамерява да свали от себе си пълномощията на триумвир, да върне властта на Сената и народа, и да се оттегли в частния живот.
Така през януари 27 пр.н.е. връща пълномощията си формално на Сената, като се позовава на разклатеното си здраве. В отговор е помолен „да не оставя републиката“ и следва постановление, с което го „задължават“ да остане държавен глава на Римската Република. Този акт е внимателно инсцениран от негови поддръжници. Първо Октавиан получава за 10 години пълен контрол върху Египет, Кипър и стратегически важните провинции Испания, Галия и Сирия. Между 31 и 23 пр.н.е. е избиран всяка година за консул, което му осигурява и висшата военна власт (на лат. imperium).
Така от заседанието на Сената на 13 януари 27 пр.н.е. до самата си смърт, Август управлява еднолично съгласно „постановлението“ на Сената. За да издигне неговия престиж още повече, на 16 януари 27 пр.н.е. Сенатът приема предложението на Мунаций Планк за удостояване на Октавиан с титлата Август.
В източните части на империята титлата се превежда с гръцкото Сабастос (достопочтен, свети). Самият Октавиан предпочита обръщението принцепс или пръв гражданин. Освен това запазва и титлата император, за да подчертае ролята си като върховен главнокомандващ. Приемането на титлата Август се счита за начало на владичеството на императорите в Рим.
Системата на държавно управление, установена от Октавиан, по-късно получава названието принципат. Сенатът обявява Октавиан за свой принцепс, т.е. „пръв сред равни“. Август пръв изказва мнението си в Сената при обсъждане, с което вероятно влияе на мнението на много от другите сенатори.
С тези промени Октавиан проформа запазва Републиката, но правомощията, които получава, са без аналог в римската история дотогава. Императорът успява да убеди Сената в необходимостта на промените и да отклони дейността им към събития, които не могат да застрашат позицията му. Самият Сенат също търпи промени. Най-важната е намаляването на броя на сенаторите от 1000 на отначало 800, а после 600.
През лятото на същата година Октавиан се отправя за Испания и Галия, за да утвърди римския контрол там, в кампания която трае 4 години. През 23 пр.н.е. се разболява тежко и всички очакват най-лошото. Октавиан оздравява, благодарение на лекаря си Антоний Муса, но болестта го кара да осмисли позицията си в империята и въпроса с наследника си.
Обратно в Рим напуска длъжността консул. За сметка на това получава от Сената длъжността трибун до края на живота си. По този начин е в състояние да свиква Сената, да предлага закони и да налага вето. Същевременно се удължава контрола му върху провинциите с нови 10 години. Отсега нататък управителите на провинциите, които се назначават от Сената, са му преки подчинени. През 19 пр.н.е. приема правомощията на консул без да упражнява самата длъжност. От сега нататък държи в ръцете си всички инструменти на властта. След смъртта на Лепид получава и титлата понтифекс максимус.

## Наследството на Август

### Вътрешна политика
След победата си при Акциум Октавиан провъзгласява края на гражданските войни и началото на нова епоха. Само за 1 година възстановява 82 храма. Построяват се и нови величествени здания като театъра на Марцел, храма на Аполон, Олтара на мира, Пантеона и др. Осигурява си благосклонността на народа чрез организирането на игри, строежа на обществени сгради и повишаване ефективността на администрацията.
В източните провинции на империята е обичайно владетелите да бъдат почитани като богове. Октавиан поема друг път. Забранява всички религиозни обреди, отнасящи се само до него. Компромисът е личността му да се свързва с Рим в рамките на един държавен култ. Официално Октавиан не допуска да бъде почитан като бог приживе, макар да се нарича син на божествения Цезар.
В религиозен план се възстановяват позабравени римски обичаи, западнали храмове биват реставрирани. Тук намира подкрепа в лицето на философи и писатели като историка Тит Ливий, писателите Вергилий, Хораций, Проперций и Овидий.
Увеличава числото на преторите и те стават 16. Преразглежда старите закони и въвежда някои нови: за разкоша, за прелюбодеянието и разврата, за подкупите, за порядките в брака за всички съсловия. За особено важно смятал римският народ да остане чист от чуждоземни примеси или робска кръв. Поради това давал римско гражданство много трудно. Ограничава и освобождаването на робите.
Октавиан създава следните легиони:
II Августов легион, III Августов легион, V Македонски легион, X Бурен легион, XV Аполонов легион, XVI Галски легион, XVII легион, XVIII легион, XIX легион, XX Победоносен Валериев легион, XXI Хищнически легион.

### Външна политика
По време на Августовия принципат към империята са присъединени Галатия в Мала Азия и Египет, с което се осигурява снабдяването на Рим със зърно. Октавиан Август въвежда окончателно ред в Испания – под личното му командване са превзети последните огнища на съпротива сред племената астури и кантабри. Предприемат се походи срещу немирни племена в Алпите. По принцип императорът не води лично армията, а се доверява на опитните си военачалници. Октавиан води лично само 2 от кампаниите – тази в Далмация, още като юноша и в Кантабрия – след поражението на Антоний. По финансови съображения Октавиан се стреми да поддържа възможно по-малка армия, затова е важно на всяка цена да се избегнат военни неуспехи.
През 21 – 20 пр.н.е. Октавиан Август завзема безкръвно Армения, поставяйки на престола отгледания в Рим Тигран III, син на убития коварно от Антоний цар на Армения – Артавазд II. Така Тигран реално става васал на Август. Царят на партите Фраат IV, стремейки се да спечели благоволението на могъщия си съсед, връща щандартите на разбитите през 53 пр.н.е. легиони на Крас. Така Октавиан измива срама от поредицата поражения срещу партите.
Римската империя успява да изгради обръч от васални държавици покрай северната си и източна граница и така успява да осигури спокойствието си за дълги години. В това число се включват Кримския полуостров и териториите покрай Дон – управлявани от Полемон I (превзети ок. 16 пр.н.е.), Армения – управлявана от Тигран II, Юдея – владение на Ирод I Велики, Комагена в Мала Азия и арабското царство на Набатея. В началото на принципата на Август е изпратена експедиция към Южна Арабия, район, известен с екзотичните си стоки, но това начинание приключва безуспешно.
Друга цел на Октавиан е да изнесе границата на империята до Дунав. В периода 29 – 16 пр.н.е. са покорени тракийските племена по долното течение на Дунав. Превзети са нориките, ретите и винделиките. Остава да бъдат завладени единствено паноните, който живеят в средното течение на Дунав. С тази задача е натоварен Тиберий. И двамата осиновени сина на Октавиан – Тиберий и Друз – служат вярно на втория си баща. Тиберий успява да превземе Панония и Далмация и премества границата на Римската империя към средното течение на Дунав.
На север германските племена непрекъснато вдигат въстания. Октавиан започва големи административни промени в Галия. Нарбонска Галия е част от Рим отдавна, но присъединените от Цезар части, непрекъснато вдигат въстания. Август разделя тази област на три провинции – Аквитания, Лугдунска Галия и Белгика. Извършено е преброяване на населението, изготвен е кадастър на обработваемите земи, което е основа за определяне на данъците.
Проблемът на север е прекалено дългата граница по Рейн. Октавиан смята, че германските племена, отвъд Рейн трябва да бъдат покорени и да се завладее територията до Елба. Така няма да е необходимо да се отбранява ъгъла между Рейн и горното течение на Дунав. През 12 пр.н.е. натоварва с тази задача заварения си син Друз. Той успява да създаде първите римски укрепления отвъд Рейн. Покорява сугамбрите, хатите и херуските и достига Елба. След смъртта му през септември 9 пр.н.е. командването поема Тиберий. През септември същата година военачалникът Квинтилий Вар се отправя без никакви предпазни мерки от река Везер към зимната си квартира. След множеството походи предишните години земите източно от Рейн се считат за умиротворени. Трите предвождани от него легиона биват изцяло унищожени в засада, организирана от германите в Тевтобургската гора. Вар също загива. Самият Август (според Светоний) няколко месеца не се подстригвал и се събуждал от кошмари, крещейки: „Варе, къде са ми легионите – върни ми ги“.
За известно време се получава критична ситуация, границата с германите е без легиони и Тиберий трябва спешно да замине с войски към Рейн. Самият Октавиан е потресен от поражението на Вар и поръчва на наследника си Тиберий да не разширява границите на империята.

### Строителство
На своето смъртно легло, Август казва „Намерих Рим от тухли; оставям ви го от мрамор“. Въпреки че има известна истина в буквалния смисъл на тази фраза, Касий Дион твърди, че това е метафора за разрастването на Римската империя. Мрамор може да бъде открит и в сградите преди Август, но той не е широко използван като строителен материал до идването на власт на Октавиан. Той построява Храм на Цезар, светилище на Аполон на хълма Палатин, храм на Юпитер на Капитолий, Баните на Агрипа, Форум на Август, Храм на Марс Ултор. Съдейства и за други проекти като Театъра на Балб и конструкцията на Агрипа на Пантеона, или направеното от него в името на други, най-често членове на фамилията му (примерно Портик на Октавия, Театър на Марцел). Настойчиво съветва много видни граждани да украсяват града според възможностите си, да издигнат нови паметници или да възстановят стари. Дори неговия Мавзолей на Август е построен преди смъртта му, за членове на неговото семейство. За да отбележи своята победа в битката при Акциум, е построена през 29 пр.н.е. Арката на Август, близо до Храма на Кастор и Полукс, разширена през 19 пр.н.е.
Октавиан разделя града на 14 региона и 265 квартала. За охрана от пожари, въвежда постове и нощна стража. За да предотврати наводнения на Рим, разширява и изчиства руслото на река Тибър. За да бъдат подстъпите към града по-лесно достъпни, укрепва Виа Фламиния до самия Аримин (днес Римини), а останалите пътища разпределя между триумфаторите, за да ги подобряват от парите от военната плячка.

### Културен разцвет
Принципатът на Август е време на разцвет за римската култура, разбира се тясно свързано с нуждите на правителствената и религиозната идеология. Към това явление се числят не само постиженията на архитектурата, изобразителните изкуства и различните науки, но също и тези на литературата и реториката. През Августовата епоха творят талантливи автори като Вергилий, Хораций, Овидий и други. Създават се значими произведения като епическата поема „Енеида“ и много други. Голям принос за културния подем има сътрудника на Август – Меценат, който подпомага творците.

### Месец Август
През 8 г. пр.н.е., с постановление на римския Сенат, месец секстилий е преименуван на август в чест на императора.
Тъй като император Цезар Август за първи път стана консул през месец секстилий, тъй като и трите му триумфални завръщания в столицата станаха пак през този месец, тъй като легионите от хълма Яникул се присъединиха към него пак през този месец, а и Египет падна под властта на римския народ през същия месец, оттук следва, че този месец е бил и е най-щастливият на нашата империя, във връзка с което сенатът решава той да се преименува в август.

## Смърт и завещание
Октавиан умира на 76 години на 19 август 14 г. На смъртното си легло пита приятелите си „Как мислите, добре ли изиграх комедията на живота си?“ Тялото му е пренесено от Нола в Рим.
В завещанието си, написано година и четири месеца преди смъртта му, Октавиан Август обявява за наследник на 2/3 от имуществото си Тиберий. Ливия получава останалата 1/3 и бива осиновена от рода на императора. Ако първите наследници не могат или не искат да приемат наследството, като следващи наследници са посочени Друз, синът на Тиберий – на 1/3 от имуществото, а на останалите 2/3 — Германик със своите синове. В наследството има посочени и следните дарения – на държавната хазна – 40 млн. сестерции, на трибите, към които е принадлежал Октавиан – 3,5 млн., на преторианците – по 1000 сестерции, на всеки войник от градските кохорти – по 500, а на всеки легионер – по 300.
Император Октавиан посочва, че след изплащане на даренията, наследниците ще получат не повече от 150 млн. сестерции, но оправдава това с факта, че няма много пари. Въпреки че през последните 2 години преди смъртта си Октавиан е получил от завещания от приятели около 400 млн., той ги е използвал, заедно с двете си наследствени имения (от Юлий Цезар и Октавия), за нуждите на Републиката. В края на завещанието казва, че не иска праха на двете Юлии – дъщеря му и внучката му – да бъде положен в мавзолея му.
Към завещанието има и три запечатани свитъка. В първия от тях оставя разпореждания за своето погребение. Във втория – списък на подвизите на императора (известните „Деяния на Божествения Август“) и заръка да бъде издълбан на медни дъски и сложен във входа на мавзолея. В третия свитък са описани държавните дела – списък на въоръжените сили на империята, данни за парите в държавната и в императорската хазна, имената на освободените и робите, които отговарят за счетоводството. Съществуването на този трети свитък е потвърдено и от Тацит. Според него обаче Октавиан заръчва на Тиберий и да се ограничи със сегашните предели на империята и да не се разширяват границите. Според Касий Дион има и четвърти свитък, в който се съдържат общи указания за управлението на империята в бъдеще.
Императорът препоръчва:
1. да не се освобождават много роби, за да не се напълни Рим с простолюдие с чужд произход;
2. да не се раздава щедро римско гражданство, за да остане разликата между римляните и покорените народи;
3. обществените дела да се поверяват на разумни хора, но никога на един човек (т.е. да са колегия);
4. да се задоволи със сегашните граници и да не увеличава империята повече, тъй като ще стане трудна за отбрана и така ще има опасност да се загуби и вече спечеленото.

Посочените принципи спазва и самият Октавиан. Има възможност да завладее големи части от варварския свят, но така и не пожелава да го направи, вероятно поради посочената причина.
Скоро след смъртта си с решение на Сената е обожествен.
В Римската империя се издигат храмове и се създават колегии от жреци във всички провинции и многолюдни градове.

## Титли
По време на дългата си политическа кариера Октавиан заема много различни постове.
Той е многократно избиран за консул – през (43 пр.н.е., 33 пр.н.е., в периода от 31 – 23 пр.н.е., 5 пр.н.е., 2 г., трибун (на латински: Tribuniciae potestatis, от 23 пр.н.е.), цензор (от 29 пр.н.е.).
- Гай Октавий приема добавката Цезар след като е осиновен от Юлий Цезар (8 май 44 пр.н.е.) и става Гай Юлий Цезар Октавиан (на латински: Gaius Iulius Caesar Octavianus).
- След като Юлий Цезар е обожествен през 42 пр.н.е., вече се нарича Гай Юлий, син на Божествения Цезар, Император (на латински: Gaius Iulius Caesar Divi filius Imperator).
- От 40 пр.н.е. Октавиан пропуска личното си име Гай и родовото Юлий: Император, син на Божествения Цезар (на латински: Imperator Caesar Divi filius).
- Когато на 16 януари 27 пр.н.е. на заседание на Сената получава титула Август, вече става Император, син на Божествения Цезар, Август (на латински: Imperator Caesar Divi filius Augustus).
- От 6 март 12 пр.н.е., след смъртта на Лепид, получава и титлата „Понтифекс Максимус“ („Pontifex Maximus“).
- На 5 февруари 2 пр.н.е. Сенатът му дава титлата „Баща на отечеството“ („Pater Patriae“).

Пълният му титул към момента на смъртта му е:
Imperator Caesar Divi filius Augustus, Pontifex Maximus, Consul XIII, Imperator XXI, Tribuniciae potestatis XXXVII, Pater Patriae (Император, син на Божествения Цезар, Август, Велик понтифик, Консул 13 пъти, Император 21 пъти, облечен с властта на народен трибун 37 пъти, Баща на Отечеството).

## Факти за Октавиан Август
За външния вид на Август, Светоний казва, че бил „много красив“. Лицето му било „спокойно и ведро“. Имал „светли и бляскави очи“. С напредването на възрастта му започнал да не вижда добре с лявото око. Зъбите му били „редки, малки и грапави“; косата – „светлоруса, леко къдрава“; ушите – „неголеми“; носът – „в горната му част малко гърбав, а надолу – по-изтънен“; цветът на кожата – „ни тъмен, ни светъл“. На ръст бил „невисок – пет фута и 3/4“ (1,70 м), макар че Светоний твърди, че „заради красотата и съразнамереността на тялото му“ този недостатък не личи. Тялото му било покрито по гърдите и корема с родилни петна, които напомнят с броя и разположението си съзвездието Голяма мечка. В знак на траур не бръсне брадата си през първите шест години от кончината на Цезар.
Светоний е отделил достатъчно място в своето изложение за Август, където описва някои негови особености.
Октавиан използвал обикновена храна. Обичал груб хляб, влажно сирене, малки рибки и зелени смокини. Не пиел много вино.
Наричал се „любимец на Аполон“ и всячески подчертавал връзката си с това божество (в т.ч. построява нови храмове на Аполон, както и сече монети с неговия образ).
Октавиан е автор на много прозаически съчинения, някои от които четял пред приятели или публика. Сред тях са „Възражения на Брут за Катон“, „Поощрение към философията“ и „За своя живот“ в 30 книги, довършено само до Кантабрийските войни. Автор е и на поезия – книгите „Сицилия“ и „Епиграми“, която в по-голямата си част е съчинена, докато се къпел в банята. В речите си използвал доста вулгаризми и диалектни думи, вместо литературен изказ. Светоний казва още, че като пишел не разделял думите и не правел преноси.
Тъй като се жени за Ливия, докато тя е в 6-ия месец на своята бременност, и след 3 месеца се ражда Децим, после преименуван в Друз, всички в Рим са убедени, че истинският баща на бебето е самия Октавиан. Оттам станала известна фразата: „На щастливците и децата се раждат на 3-тия месец“.
Изглежда Октавиан е вярвал в суеверия. При гръм и мълнии изпитвал необичаен страх, затова и винаги носел със себе си за защита от тях тюленова кожа. Придавал голямо значение и на съновиденията.
Жилищата, които обитавал Август, били скромни – не се отличавали нито с размерите си, нито с разкош. В началото живеел близо до Форума в дом, принадлежал някога на оратора Калв, а след това на Палатин, в дома на Хортензий. Светоний казва, че е спал повече от 40 г. в една и съща спалня и зиме и лете. Големи и разкошни домове не търпял и даже струващия немалко пари дворец на Юлия младша заповядал да бъде разрушен до основи. Когато имал гости, извиквал музиканти, актьори, но най-често – разказвачи.

### Основни източници
- Светоний: Дванадесетте цезари: Август, (лат. текст с руск. прев. или англ. прев.)
- Деянията на Божествения Август (лат. и гр. текстове с англ. прев., бълг. прев.)
- Касий Дион: Римска история, книги 45 – 56 (англ. прев.)
- Николай от Дамаск: Животът на Август, (англ. и руск. прев.)

### Вторични източници
- Fagan G., Augustus в Online Encyclopedia of Roman Rulers

- Илиев, Й., История на Рим през епохата на Принципата (27 г. пр.Хр. – 284 г. сл.Хр.). Плевен: Печатница „Нима“, 2022, ISBN 978-619-162-852-0
- Borgies L., Le conflit propagandiste entre Octavien et Marc Antoine. De l'usage politique de la uituperatio entre 44 et 30 a. C. n., Bruxelles, 2016 (Collection Latomus, 357), ISBN 978-90-429-3459-7
- Шифман И., Цезарь Август Архив на оригинала от 2009-04-28 в Wayback Machine.,
- Everitt A., The First Emperor: Caesar Augustus and the Triumph of Rome, ISBN 1-4000-6128-8

- Kreis St., The History Guide's Lectures on Ancient and Medieval European History (Lecture 12)

- Fielden J., Augustus and the Roman army – Mutual Loyalty and Rewards
- Машкин А., Эдикты Августа из Киренаики, Вестник древней истории, 1938, 3